# Слава (Амурская область)
Сла́ва — село в Мазановском районе Амурской области России. Входит в состав Новороссийского сельсовета.

## География
Село Слава стоит на правом берегу реки Селемджа, напротив административного центра Новороссийского сельсовета села Новороссийка (стоит на левом берегу Селемджи).
На правом берегу Селемджи в окрестностях села Слава имеются только лесные дороги и зимники.
Расстояние от села Новороссийка до районного центра Мазановского района села Новокиевский Увал — 75 км (по автодороге областного значения, соединяющей город Свободный и посёлок Серышево с «северным» Селемджинским районом).

## Население
| 2002 | 2010 | 2012 | 2013 | 2014 | 2015 | 2016 |
| ---- | ---- | ---- | ---- | ---- | ---- | ---- |
| 7    | ↘2   | →2   | ↘1   | →1   | ↘0   | ↗1   |
| 2017 | 2018 |      |      |      |      |      |
| →1   | →1   |      |      |      |      |      |

## Улицы
В селе имеется одна улица — Центральная.